# 墨象
墨象（ぼくしょう）は、前衛書道から発展し書道の概念・領域を超えた芸術分野のことで、墨の造形美を追究する芸術である。
運動の先駆者には主に大沢雅休、上田桑鳩や宇野雪村、比田井南谷などが挙げられるが、その後、書道分野で急速に発展し、現在では篠田桃紅など書壇を超えた芸術家を輩出し、独特な理念を基に書道の枠を超えた芸術分野の一つにまで成長した。墨を垂らしたり飛び散らしたりする行動は、アクション・ペインティング（Action painting）、ジェスチュラル・ペインティング(gestural abstraction)などの抽象絵画アーティストへの影響力も大きい。

## 墨象の特徴
書は文字造形表現つまり古典技法（書法）を学び、古典の再現また新しい文字造形、空間構成を指向するもの。
文字とは意思伝達のための規律性のある手段であり、書はそれを多彩な造形によって強く訴えるための造形表象にある。
これに対し墨象は、書法は踏襲するものの、書という制限を解放。因習や桎梏を打破し人間をひとつの生命体として捉え、その所作、心・感情の自己顕現を求めるもの。
墨を単色・無彩色・明暗までに拡張し、墨で象(かたち)を生み出す姿、そして現れた象(かたち)そのもの形貌である。そこには見えない感情やイメージを造形によって示そうとする意志、時間と空間との美的構造の上に新しい軌跡を打ち立てようとする意志がある。
前衛書道や抽象絵画が視覚平面作品としての美しさを鑑賞対象としているのに対し、墨象は五感を使った立体芸術であり、さらに作品制作過程、時間経過による作品の劣化など4次元的な要素も鑑賞対象とする。
時間的な製作運動の軌跡が明確に造形に影響を及ぼすこと。身心一如の生命体の発現が造形に結晶する。
簡単にいえば墨を使った造形芸術。つまり墨の容姿(すがた)である。

## 墨象の歴史
墨象の起源は定かではない。大正時代、比田井天来が、字形にとらわれず、書的な線による芸術を「象」と名づけたのが発端と考えられている。その後、書学院において上田桑鳩が比田井天来と「線の問題」について議論している。こうした動きが、第二次世界大戦後の1945年に書かれた比田井南谷の「心線作品第一・電のヴァリエーション」を端緒として広がりを見せ、新たな書道の分野と認識されるようになった。当時は新派・新傾向などと呼ばれたが、1957年には「墨象」という名称が起こり、1958年の毎日書道展では前衛の分野が分離され毎日前衛書道展が行われ、墨象の名称が一般化した。